# Embleem van India

Het embleem van India

Het Embleem van India werd in gebruik genomen op 26 januari 1950, de dag dat het land een republiek werd. Het is de getekende weergave van het kapiteel van een van de pilaren van de Mauryakoning Asoka uit de 3e eeuw v.Chr. Deze pilaar stond in Sarnath en zou de plek markeren waar Gautama Boeddha voor het eerst zijn Dhamma zou hebben onderwezen en die het begin vormde van de Boeddhistische Sangha.
Het kapiteel bestaat uit vier Perzische leeuwen die op een ronde abacus staan. Ze kijken alle vier een andere richting op. Op de abacus zijn friesen te zien van een olifant, een stier, een leeuw en een galopperend paard. Deze worden van elkaar gescheiden door vier Ashoka Chakra's. De abacus steunt weer op een heilige lotus, maar die is niet in het embleem verwerkt.
Onder het embleem staat de tekst सत्यमेव जयते: Alleen de waarheid overwint.